# Sphecodes costaricensis
Sphecodes costaricensis är en biart som beskrevs av Heinrich Friese 1917. Sphecodes costaricensis ingår i släktet blodbin, och familjen vägbin. Inga underarter finns listade i Catalogue of Life.